# 吴镝
吴镝（1979年4月23日—）是一位中国连珠棋手，辽宁抚顺人。2007年10月，吴镝获得第1届全国五子棋锦标赛男子组亚军，升为六段。2007年8月，吴镝获得第10届世界连珠锦标赛冠军，成为第一位获得世锦赛冠军头衔的中国连珠棋手。2008年5月，吴镝在第7届世界连珠团体锦标赛中，代表中国队获得季军，最佳三台。2009年11月，吴镝获得第一届全国智力运动会五子棋男子个人组亚军。2015年11月，吴镝获得第三届全国智力运动会五子棋男子个人组季军。